# Le mura di Sana
Le mura di Sana és un curtmetratge documental de 1971 dirigit per Pier Paolo Pasolini.
La pel·lícula, produïda per Franco Rossellini, està rodada en forma d'una crida a la UNESCO.
El rodatge va començar el diumenge 18 d'octubre de 1970, l'últim dia que Pasolini es trobava a Sana'a, al Iemen del Nord, per al rodatge de la pel·lícula El Decameró. El curt documental també es va rodar a Itàlia al municipi d'Orte i a la regió d'Hadramawt a la Iemen del Sud.
El compromís de Pasolini amb la salvaguarda de les ciutats va ser notable i el 1974 va rodar (amb Paolo Brunatto) Pasolini e... la forma della città, un altre documental curt sobre les ciutats d'Orte i Sabaudia. Com ell mateix va dir: "És un dels meus somnis cuidar de salvar Sanà i altres ciutats, els seus centres històrics: lluitaré per aquest somni, intentaré que la Unesco intervingui".
El recurs de Pasolini va ser acceptat: l'any 1986, pels seus preciosos testimonis artístics, l'antiga ciutat de Sanà va ser declarada patrimoni de la humanitat.

## Notse
1. ↑  Hervé Joubert-Laurencin, Pasolini, portrait du poète en cinéaste, éd. Cahiers du cinéma, 1995.
2. ↑  Augelli Francesco «Le ragioni della necessità di conservare beni, luoghi e identità culturali nel pensiero di Pier Paolo Pasolini». Progetto Restauro il Prato.
3. ↑  UNESCO. «Old City of Sana'a».